# Opplunda säteri

Opplunda säteri är en herrgård i Linköpings kommun (Vikingstads socken) i Östergötlands län.

## Historia
Opplunda säteri är belägen i Vikingstads socken i Valkebo härad. Gården tillhörde 1610 Germund Somme och var redan då ett säteri. År 1680 och 1686 ägdes gården lantjägmästaren Nils Ulfsköld och efter hans död av änkan Helena Räff (död 1710). Gården tillföll sedan hennes döttrar, varav fröken Maria Helena Ulfsköld sålde gården 1756 till kammarherren Mathias Odencrantz. Den tillhörde 1850 hans måg löjtnant Johan Ludvig Fleming (död 1852), senare Petter Persson i Rakered och 1871 änkan Greta Månsdotter. På 1870-talet ägdes gården av Månsdotters dödsbo.